# Platycerium
Platycerium es un género de helechos de la familia Polypodiaceae, que incluye 18 especies. Los helechos de este género son ampliamente conocidos como helechos cuerno de ciervo o cuerno de alce debido a sus frondas de forma única. Los helechos en este género son muy conocidos por sus características frondas, que recuerdan los cuernos de ciertos ungulados. Es epífito y es nativo de áreas tropicales de Sudamérica, África, Sudeste Asiático, Australia, Nueva Guinea.

## Descripción
Las plantas adultas de Platycerium crecen sobre el tronco de árboles y tienen raíces en mata, desde un corto rizoma que da dos tipos de frondas: basales y fértiles. Las frondas basales son estériles, de forma arriñonada y laminadas contra el árbol, protegiendo las raíces del helecho de daños y desecación. En algunas especies de Platycerium el margen tope de esas frondas forma una corona abierta de lóbulos y así captura partículas que caen del bosque y agua. Las frondas fértiles dan esporas en sus enveses, son dicótomas, y salen del rizoma. Las esporas nacen en esporangios agrupados en grandes soros, usualmente posicionados en los lóbulos o en el seno entre los lóbulos de la fronda. Algunas especies de Platycerium son solitarias con un rizoma. Otras especies forman colonias de sus brazos rizomatosos o de nuevos rizomas formados de raíces. Si las condiciones son correctas, las esporas germinarán naturalmente sobre los árboles circundantes. Los gametofitos de Platycerium son un talo pequeño cordado.

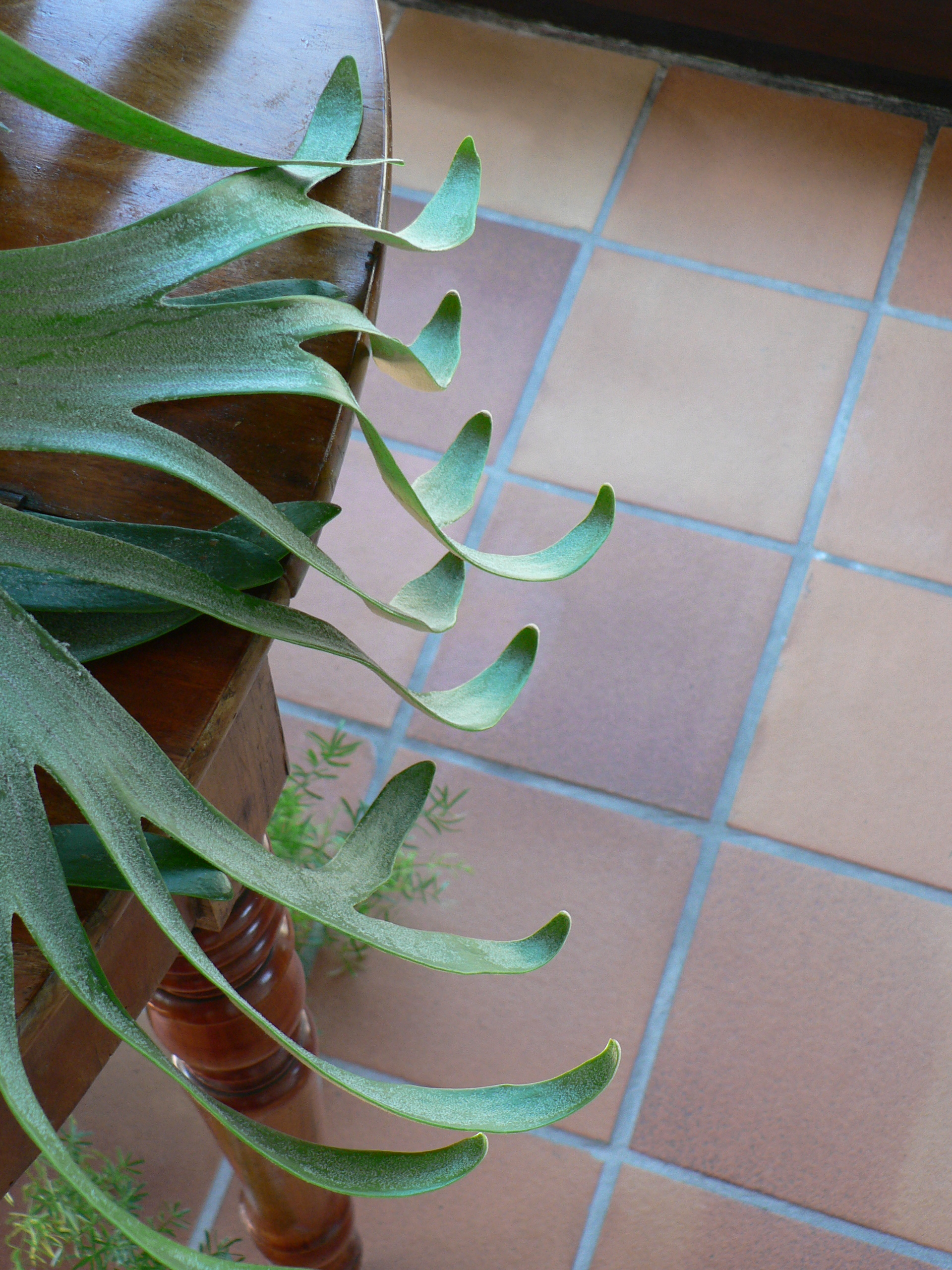
Detalle del helecho.

Estos helechos tan extraños, se pueden hallar en jardines, especialmente jardines tropicales. Pueden propagarse por esporófitos producidos en los soros de las frondas fértiles. Las colonias de Platycerium pueden hacerse vegetativamente con cuidadosa división desde la planta grande bien sana en plantas separadas más pequeñas. Las nuevas plantas pueden colocarse con cintas en árboles, hasta que puedan sujetarse solas.
Una Platyceium adulta puede medir más de 1 m de ancho. Cuando se posicionan bien, las spp. de Platycerium añaden privacidad y un toque natural al jardín. Llegan a pesar hasta 100 kilos.

## Taxonomía
Platycerium fue descrito por Nicaise Augustin Desvaux y publicado en Mémoires de la Société Linnéenne de Paris, précédés de son histoire 6: 213. 1827. La especie tipo es: Platycerium alcicorne Desv.

## Especies
- Platycerium andinum
- Platycerium alcicorne
- Platycerium bifurcatum
- Platycerium coronarium
- Platycerium elephantotis
- Platycerium ellissii
- Platycerium grande
- Platycerium hillii
- Platycerium holttumii
- Platycerium madagascariensis
- Platycerium ridleyi
- Platycerium stemaria
- Platycerium superbum
- Platycerium quadridichotomum
- Platycerium veitchii
- Platycerium wallichii
- Platycerium wandae
- Platycerium willinkii